# Prêmio Laureus do Esporte Mundial de equipe do ano
Esta lista traz todas equipes, times ou seleções vencedoras e indicadas ao Prêmio de Equipe do ano do Prêmio Laureus do Esporte Mundial.

## Lista de vencedores e indicados

### Anos 2000
| Ano  | Vencedor                                | Nacionalidade | Modalidade      | Indicados | Ref.   |
| ---- | --------------------------------------- | ------------- | --------------- | --- | ------ |
| 2000 | Manchester United Football Club         | Reino Unido   | Futebol         | Seleção Australiana de Rugby Union — Rugby Union Seleção de Futebol Feminino dos Estados Unidos — Futebol | [ 1 ]  |
| 2001 | Seleção Francesa de Futebol Masculino   | França        | Futebol         | Seleção Australiana de Críquete — Críquete Seleção Olímpica Camaronesa de Futebol — Futebol New York Yankees — Basquetebol Real Madrid Club de Fútbol — Futebol                                                        | [ 2 ]  |
| 2002 | Seleção Australiana de Críquete         | Austrália     | Críquete        | Bayern de Munique — Futebol Equipe Francesa de Copa Davis — Ténis Scuderia Ferrari — Automobilismo Los Angeles Lakers — Basquetebol                                                                                    | [ 3 ]  |
| 2003 | Seleção Brasileira de Futebol Masculino | Brasil        | Futebol         | Seleção Canadense de Hóquei no Gelo — Hóquei no gelo Equipe Europeia no Ryder Cup — Golfe Scuderia Ferrari — Automobilismo Real Madrid Club de Fútbol — Futebol                                                        | [ 4 ]  |
| 2004 | Seleção Inglesa de Rugby Union          | Reino Unido   | Rugby Union     | Associazione Calcio Milan — Futebol Equipe Alinghi na America's Cup — Vela Seleção Australiana de Críquete — Críquete Scuderia Ferrari — Automobilismo Seleção Alemã de Futebol Feminino — Futebol                     | [ 5 ]  |
| 2005 | Seleção Grega de Futebol Masculino      | Grécia        | Futebol         | Seleção Argentina de Basquetebol Masculino — Basquetebol Boston Red Sox — Basebol Equipe Europeia no Ryder Cup — Golfe Futebol Clube do Porto — Futebol Scuderia Ferrari — Automobilismo                               | [ 6 ]  |
| 2006 | Renault F1 Team                         | França        | Automobilismo   | Futbol Club Barcelona — Futebol Equipe Croata de Copa Davis — Ténis Liverpool Football Club — Futebol Seleção Neozelandesa de Rugby Union — Rugby Union San Antonio Spurs — Basquetebol                                | [ 7 ]  |
| 2007 | Seleção Italiana de Futebol Masculino   | Itália        | Futebol         | Seleção Neozelandesa de Rugby Union — Rugby Union Futbol Club Barcelona — Futebol Equipe Europeia no Ryder Cup — Golfe Renault F1 Team — Automobilismo Seleção Espanhola de Basquetebol Masculino                      | [ 8 ]  |
| 2008 | Seleção Sul-Africana de Rugby Union     | África do Sul | Rugby Union     | Seleção Australiana de Críquete — Críquete Scuderia Ferrari — Automobilismo Seleção Alemã de Futebol Feminino — Futebol Seleção Iraquiana de Futebol — Futebol Associazione Calcio Milan — Futebol                     | [ 9 ]  |
| 2009 | Delegação Olímpica Chinesa              | China         | Jogos Olímpicos | Boston Celtics — Basquetebol Delegação Olímpica Britânica de Ciclismo — Ciclismo Delegação Olímpica Jamaicanade Atletismo — Atletismo Manchester United Football Club — Futebol Seleção Espanhola de Futebol — Futebol | [ 10 ] |

### Anos 2010
| Ano  | Vencedor                               | Nacionalidade  | Modalidade    | Indicados | Ref.   |
| ---- | -------------------------------------- | -------------- | ------------- | --- | ------ |
| 2010 | Brawn GP                               | Reino Unido    | Automobilismo | Futbol Club Barcelona — Futebol Los Angeles Lakers — Basquetebol New York Yankees — Beisebol Seleção Alemã de Futebol Feminino — Futebol Seleção Sul-Africana de Rugby Union — Rugby                                                       | [ 11 ] |
| 2011 | Seleção Espanhola de Futebol Masculino | Espanha        | Futebol       | Internazionale de Milão — Futebol Los Angeles Lakers — Basquetebol Red Bull Racing — Automobilismo Equipe Europeia no Ryder Cup — Golfe Seleção Neozelandesa de Rugby Union — Rugby                                                        | [ 12 ] |
| 2012 | Futbol Club Barcelona                  | Espanha        | Futebol       | Dallas Mavericks — Basquetebol Red Bull Racing — Automobilismo Seleção Inglesa de Críquete — Críquete Seleção Japonesa de Futebol Feminino — Futebol Seleção Neozelandesa de Rugby Union — Rugby                                           | [ 13 ] |
| 2013 | Equipe Europeia no Ryder Cup           | Europa         | Golfe         | Equipe chinesa de tênis de mesa nos Jogos Olímpicos — Tênis de mesa Miami Heat — Basquetebol Seleção Espanhola de Futebol Masculino — Futebol Seleção Estadunidense de Basquetebol Masculino — Basquetebol Red Bull Racing — Automobilismo | [ 14 ] |
| 2014 | Bayern de Munique                      | Alemanha       | Futebol       | Bob Bryan & Mike Bryan — Ténis Miami Heat — Basquetebol Red Bull Racing — Automobilismo Seleção Brasileira de Futebol Masculino — Futebol Seleção Neozelandesa de Rugby Union — Rugby                                                      | [ 15 ] |
| 2015 | Seleção Alemã de Futebol Masculino     | Alemanha       | Futebol       | Equipe Suíça de Copa Davis — Ténis Mercedes AMG Petronas — Automobilismo Equipe Europeia no Ryder Cup — Golfe Real Madrid Club de Fútbol — Futebol San Antonio Spurs — Basquetebol                                                         | [ 16 ] |
| 2016 | Seleção Neozelandesa de Rugby Union    | Nova Zelândia  | Rugby Union   | Equipe Britânica de Copa Davis — Ténis Futbol Club Barcelona — Futebol Golden State Warriors — Basquetebol Mercedes-AMG Petronas — Automobilismo Seleção de Futebol Feminino dos Estados Unidos — Futebol                                  | [ 17 ] |
| 2017 | Chicago Cubs                           | Estados Unidos | Basebol       | Cleveland Cavaliers — Basquetebol Equipe brasileira de Futebol nos Jogos Olímpicos de Verão — Futebol Mercedes-AMG Petronas — Automobilismo Real Madrid Club de Fútbol — Futebol Seleção Portuguesa de Futebol Masculino — Futebol         | [ 18 ] |
| 2018 | Seleção Neozelandesa de Navegação      | Nova Zelândia  | Vela          | Equipe Francesa de Copa Davis — Ténis Golden State Warriors — Basquetebol Mercedes-AMG Petronas — Automobilismo New England Patriots — Futebol americano Real Madrid Club de Fútbol — Futebol                                              | [ 19 ] |
| 2019 | Seleção Francesa de Futebol Masculino  | França         | Futebol       | Real Madrid Club de Fútbol — Futebol Golden State Warriors — Basquetebol Mercedes-AMG Petronas — Automobilismo Equipe Europeia da Ryder Cup — Ténis Delegação Norueguesa nos Jogos Olímpicos de Inverno — Esportes de inverno              | [ 20 ] |

### Anos 2020
| Ano  | Vencedor                               | Nacionalidade | Modalidade  | Indicados | Ref.   |
| ---- | -------------------------------------- | ------------- | ----------- | --- | ------ |
| 2020 | Seleção Sul-Africana de Rugby Union    | África do Sul | Rugby Union | Liverpool Football Club — Futebol Mercedes Grand Prix — Automobilismo Toronto Raptors — Basquetebol Seleção de Futebol Feminino dos Estados Unidos — Futebol Seleção Espanhola de Basquetebol Masculino — Basquetebol | [ 21 ] |
| 2021 | Bayern de Munique                      | Alemanha      | Futebol     | Seleção Argentina de Rugby Union — Rugby Union Kansas City Chiefs — Futebol americano Liverpool Football Club — Futebol Los Angeles Lakers — Basquetebol Mercedes Grand Prix — Automobilismo                          | [ 22 ] |
| 2022 | Seleção Italiana de Futebol Masculino  | Itália        | Futebol     | Seleção Argentina de Futebol — Futebol Futbol Club Barcelona Femení — Futebol Seleção Chinesa de Saltos Ornamentais — Salto ornamental Mercedes Grand Prix — Automobilismo Milwaukee Bucks — Basquetebol              | [ 23 ] |
| 2023 | Seleção Argentina de Futebol Masculino | Argentina     | Futebol     | Real Madrid Club de Fútbol — Futebol Seleção Francesa de Rugby Union — Rugby Union Seleção Inglesa de Futebol Feminino — Futebol Red Bull Racing — Automobilismo Golden State Warriors — Basquetebol                  | [ 24 ] |
| 2024 | Seleção Espanhola de Futebol Masculino | Espanha       | Futebol     | Equipe Europeia no Ryder Cup — Golfe Seleção Alemã de Futebol Masculino — Futebol Manchester City Football Club — Futebol Red Bull Racing — Automobilismo Seleção Sul-Africana de Rugby Union — Rugby Union           | [ 25 ] |